# Paraliparis macrocephalus
Paraliparis macrocephalus är en fiskart som beskrevs av Chernova och Charles Rochester Eastman 2001. Paraliparis macrocephalus ingår i släktet Paraliparis och familjen Liparidae. Inga underarter finns listade i Catalogue of Life.